# Касика-вритти
«Кашика-вритти» (Kâçikâ Vrttih; VII век) — комментарии к нормативной грамматике санскрита древнеиндийского лингвиста Панини (IV век до н. э.), приписываемые Джаядитье (Яядитъе) и Вамане (VII век).

## История создания
Искуссная грамматика Панини — «Аштадхьяи» («Восьмикнижие») — была основана на анализе и сравнении правильных склонений санскрита с его многочисленными аномалиями и сжата в очень тесную раму слишком большого числа правил. Её называли «откровением свыше», для её понимания требовались годы. Когда Г. Вилькинс спросил своего пандита, что тот думает об этой грамматике, то ответил: «чаща лесная».
Лучшие комментарии грамматики — «Махабхашья» («великие комментарии») приписывали философу Патанджали (II век до н. э.), основателю одной из шести философских школ. Несмотря на свою обширность, они не объясняли всю грамматику; кашмирец Кайята написал дополнение, не уступавшее труду Патанджали. Из этих двух сочинений составили ценный труд «Касика-вритти».

## Издания
Комментарии были изданы в Бенаресе (1876—1878) под редакцией пандита Балашастры (Bâlaçâstrâ).